# 杨先明
杨先明（1953年—），汉族，中华人民共和国政治人物、第十一届全国政协委员。
加入中国民主建国会，担任民建中央委员、云南省委副主委、云南大学发展研究院院长。2008年，当选第十一届全国政协委员，代表中国民主建国会，分入第八组。并担任经济委员会专委。